# フォーブス30アンダー30
フォーブス30アンダー30（英語: Forbes 30 Under 30、フォーブス・サーティ・アンダー・サーティ）は、『フォーブス』誌が毎年発表している、「30歳未満の特筆すべき30人」一覧である。分野ごとに30人を選出することから、この名前がついている。
アメリカ版と一部の地域版でそれぞれ発表されている。
アメリカ版では、20の部門からそれぞれ30人ずつ、計600人が選出される。アジア版とヨーロッパ版では10の部門から計300人、アフリカ版では部門分けせずに30人が選出される。日本版では2018年から発表が開始され、5つの分野から計30人が選出される。
フォーブス誌では、30アンダー30に関連するカンファレンスを開催し、同誌のウェブサイトに30アンダー30のセクションを設けている。

## 歴史
2011年、『フォーブス』アメリカ版ではランドール・レーン編集長の指揮のもとで「30アンダー30」の発表を開始した。当初は全ジャンルから30人を選出していたが、2016年には候補者が1万5千人以上に達したことから、20の部門ごとに30人（計600人）を選出することとした。その後、アジア、ヨーロッパ（2016年から）、アフリカの各地域版がその地域内に限定した同様の企画を開始した。日本版では、2018年から日本人に限定した一覧を発表している。
フォーブス誌は、同誌のウェブサイトに30アンダー30のセクションを設け、30アンダー30のSNSアプリと関連付けている。『ワシントン・ポスト』紙によれば、このセクションは「この雑誌のメインの購読者層にミレニアル世代に焦点を当てた記事を提供する」ことを目的としている。このSNSアプリは、過去に30アンダー30に選出されたことのあるシーン・ラッドが創業したTinderとのコラボレーションにより生まれたものである。

## カンファレンス
フォーブス誌は、2014年から「30アンダー30サミット」というカンファレンスを開催している。2014年と2015年はフィラデルフィアで開催された2014年の第1回では、モニカ・ルインスキーがネットいじめに関する講演を行って話題となった。2015年と2017年はボストンで開催された。
また、2016年4月にはヨーロッパ・中東・アフリカに焦点を当てた初の国際カンファレンスをテルアビブとエルサレムで開催した。
2020年9月、フォーブス誌は「パワー・ウーマンズ・サミット」をオンライン開催し、世界規模で活動をする女性を表彰した。
2022年4月、ボツワナで国際カンファレンスが開催された。

## 批判
30アンダー30に対しては様々な批判もある。オンラインマガジンの『ザ・ルート』は、2011年のメディア部門で選出された30人のうち29人が白人であり、黒人やラテン系人種は選出されていなかったと指摘した。『ELLE』南アフリカ版は、2014年の選出者が男性偏重になっていることを指摘し、「女性はどこ?」(Where are the women?)と疑問を投げかけた。ポインター研究所は、2015年のメディア部門で18人の女性が選出され、これは過去5年間で最高の数だったと報じた。
このような批判を受け、フォーブス誌は2020年から「世界で最もパワフルな100人の女性」(the world's 100 most powerful women)を、2021年には「注目すべき8人の黒人起業家」を発表した。

## 日本版受賞者

### 2018年
出典：
- 安田翔平
- 和田夏実
- ノガミカツキ
- 吉田志穂
- 伊藤光平
- 川口加奈
- サニブラウン
- 野口オロノ
- 渡部清花
- 井田幸昌
- 李炯植
- 新田真剣佑
- 加藤將倫
- 永井陽右
- 久世大亮
- 西田惇
- 工藤慎一
- CHAI
- 松井友里
- 南谷真鈴
- YOSHI
- 加藤直人
- 堀江裕介
- 井上尚弥
- 片野晃輔
- 亀井潤
- 内藤聡
- 風間正弘
- 奥山由之
- 大山敏浩

### 2019年
出典：
- 加藤勇志郎（CADDi代表取締役）
- 後藤道輝（ペイミーCEO）
- 石川聡彦（アイデミー代表取締役）
- 塚田美樹・眞琴（b-monster創業者）
- 龍崎翔子（L&Gグローバルビジネス代表、ホテルプロデューサー）
- 吉兼周優（Azit代表取締役CEO）
- 田島光二（コンセプトアーティスト）
- 石橋静河（女優、ダンサー）
- 三浦文彰（ヴァイオリニスト）
- 磯村暖（現代美術家）
- 星賢人（JobRainbow代表）
- 山勢拓弥（Kumae代表）
- 松田崇弥・文登（ヘラルボニー創業者）
- 安田クリスチーナ（InternetBar.orgディレクター）
- 毛塚幹人（つくば市副市長）
- 和田将之（高知県大川村議会議員）
- 川崎和也（スペキュラティブ・ファッションデザイナー）
- 村木風海（タレント兼発明家、CRRA機構長）
- 結城明姫（オリィ研究所共同創業者）
- 平野歩夢（スノーボード/スケートボード選手）
- 久保建英（サッカー選手）
- 八村塁（バスケットボール選手）
- 川越一磨（コークッキング代表取締役CEO）
- 葦苅晟矢（ECOLOGGIE代表取締役）
- 秋元里奈（ビビッドガーデン代表取締役社長）
- 清水文太（クリエイター・アーティスト）
- Rina Sawayama（アーティスト）
- 石井リナ（BLAST Inc. CEO）
- 藤井聡太（棋士）
- 清水希容（空手家）

### 2020年
出典：
- 五十嵐カノア（プロサーファー）
- 五十棲計（株式会社イヴケア代表取締役社長CEO）
- 岡田祥吾（株式会社プログリット代表取締役社長）
- 岡村アルベルト（株式会社one visa代表取締役CEO）
- 片石貴展（株式会社yutoriCEO）
- 河村勇輝（バスケットボール選手）
- 岸田奈美（作家）
- Qrion（DJ）
- 合田文（株式会社TIEWA CEO）
- 小林健太（写真家）
- 小林亮介（HLAB代表理事）
- 斎藤拓泰（株式会社GRACIA代表取締役CEO）
- 杉岡侑也（株式会社MiL代表取締役社長CEO）
- スクリプカリウ落合安奈（現代美術家）
- 田角陸（いちから株式会社代表取締役CEO）
- 田中沙弥果・斎藤明日美（一般社団法人Waffle CEO Co-founder）
- 永久メイ（バレエダンサー）
- なみちえ（アーティスト）
- 西岡良仁（プロテニス選手）
- NOKO（タトゥーアーティスト）
- はじめしゃちょー（YouTuber）
- 前田瑶介（WOTA株式会社代表取締役）
- 松岡奈々（WELY株式会社代表取締役）
- 松下健（株式会社オプティマインド代表取締役社長）
- 美佳（モデル）
- Mitski（アーティスト）
- 宮下拓己（LURRA°共同オーナー）
- 吉田勇也（株式会社HARTi代表取締役社長）
- 吉富愛望アビガイル（ロスチャイルド・アンド・コー・ジャパン株式会社グローバル・アドバイザリー）
- 和田彩花（アイドル）

### 2021年
出典：
- 東佑丞（ゲーマー/ゲームトレーナー）
- 市川加奈（Relight代表取締役社長）
- 印度カリー子（スパイス料理研究家）
- 小野澤峻（美術作家）
- 細井美裕（サウンドアーティスト）
- 岡井大輝（Luup代表取締役社長兼CEO）
- 小澤杏子（アクティビスト）
- 下山田志帆（女子サッカー選手/Rebolt共同代表）
- 忽那汐里（俳優）
- 小林颯（映像作家）
- 内藤祥平（日本農業CEO）
- 高橋亮祐（Acompany代表取締役CEO）
- 開心那（スケートボーダー / SKATEBOARDING PARK）
- 髙久侑也（Sportip代表取締役CEO）
- 角田裕毅（レーシングドライバー /スクーデリア・アルファタウリ・ホンダ）
- 東田直樹（作家）
- 白濱亜嵐（パフォーマー / EXILE GENERATIONS from EXILE TRIBE）
- 山口歩夢（発酵家/醸造家/蒸留家）
- トラウデン直美（モデル）
- 藤原麻里菜（無駄づくり発明家）
- 高倉葉太（イノカ代表取締役CEO）
- 鶴田七瀬（ソウレッジ代表）
- 津久井五月（SF作家）
- 水流早貴（BLJ International Services Pvt. Ltd. 代表）
- 大橋悠依（競泳選手/イトマン東進）
- 角田弥央（Darajapan代表取締役）
- 大谷翔平（プロ野球選手）
- 松山英樹（プロゴルファー）
- 酒井功雄（環境活動家）
- 渡邊雄太（バスケットボール選手 / トロント・ラプターズ）

### 2022年
出典：
- 大澤正彦（AI研究者、日本大学文理学部助教）
- 小仲美奈（パリ天文台研究員）
- 小林稜平（宇宙建築起業家、ElevationSpace代表取締役CEO）
- 齋藤優太（反実仮想機械学習研究者、半熟仮想共同創業者）
- 立崎乃衣（ロボットクリエイター）
- 津田裕大（起業家、Resilire代表取締役CEO）
- 野呂侑希（AI起業家、燈CEO）
- フア・カンル（Dreamtonics代表取締役、R&Dエンジニア、AHS代表取締役兼CEO）
- 渡辺創太（Web3起業家、ステイクテクノロジーズCEO、Astar Networkファウンダー）
- 江﨑文武（音楽家）
- 大平修藏（モデル、俳優、DJ）
- 花譜（バーチャルシンガー）
- カニササレアヤコ（雅楽芸人）
- 長谷川ミラ（モデル、jam CEO）
- YUTA(NCT 127)（アーティスト）
- Rei（シンガー・ソングライター / ギタリスト）
- 佐々木朗希（プロ野球選手、千葉ロッテマリーンズ）
- 村岡桃佳（パラアルペンスキー、パラ陸上競技短距離選手）
- 篠原果歩（スポーツ国際開発）
- 坪井俊輔（起業家、サグリ代表取締役CEO）
- 狩俣日姫（平和教育ファシリテーター、さびら共同創業者）
- 岡﨑龍之祐（ファッションデザイナー）
- 小迫敏珂（プロデューサー、UXコンサルタント、monopo New York Co-founder）
- Sora Aota/K2（グラフィックアーティスト）
- 髙木遊（金沢21世紀美術館アシスタントキュレーター）
- 古賀げんじ（起業家、MODERN TIMES代表取締役）
- 平塚登馬（起業家、クイックゲット代表取締役CEO）
- 岩本涼（茶道家、起業家、TeaRoom代表取締役CEO）
- 関根賢人（起業家、YOOFIN代表）
- サリー楓（建築家、モデル）

### 2023年
出典：
120人が選出された。

#### ENTERTAINMENT & SPORTS
- THE D SoraKi（ダンサー）
- 新しい学校のリーダーズ（ダンスヴォーカルパフォーマンスユニット）
- アイナ・ジ・エンド（アーティスト / 表現者）
- 松丸契（サックス奏者 / 作曲家）
- XG（アーティスト）
- Kroi（ミュージシャン）
- RIO（ウクレレ奏者）
- LEX（ヒップホップ・アーティスト）
- ちゃんみな（ラッパー / シンガー）
- 市川染五郎（歌舞伎役者）
- 春ねむり（シンガー・ソングライター / ポエトリーラッパー / プロデューサー）
- imase（アーティスト）
- 角野隼斗（ピアニスト）
- 蓮見翔（ダウ90000主宰）
- 大森時生（テレビプロデューサー（テレビ東京））
- 反田恭平（ピアニスト）
- 鳥海ひかり（ストーリーボード・スーパーバイザー）
- 加藤拓也（脚本家 / 演出家 / 監督）
- 馬瓜エブリン・ステファニー
- 雨無麻友子（映画プロデューサー、スタジオねこ代表取締役）
- Spikey John（映像作家）
- 髙尾航大（プロデューサー）
- TaiTan（ラッパー（Dos Monos））
- ラーズ・達治・ヌートバー（プロ野球選手（MLB「セントルイス・カージナルス」））
- 小田凱人（プロ車いすテニス選手）
- 田中希実（陸上競技選手）
- 青木大和（EXx CEO / パラアルペンスキー選手）
- 甲山翔也（REJECT代表取締役CEO）

#### ART & STYLE & SOCIAL
- アオイヤマダ（アーティスト、表現者）
- 敷地理（振付家、ダンサー）
- 下田悠太（建築構造エンジニア）
- 米澤柊（アーティスト、アニメーター）
- 布施琳太郎（アーティスト）
- 林陸也（SUGARHILL Designer）
- 石毛健太（アーティスト、エキシビションメーカー）
- 中島りか（美術作家）
- 筒 tsu-tsu（ドキュメンタリアクター）
- アンティアゴ・フェルナンデス（MAZ ヘッドシェフ）
- 松丸亮吾（謎解きクリエイター、RIDDLER代表取締役）
- 花形槙（アーティスト）
- 渡辺ハナ（映像作家、ビジュアルアーティスト）
- 顧剣亨（アーティスト）
- シャララジマ（モデル）
- 奥村春香（NPO法人第3の家族代表）
- 木原共（メディアアーティスト）
- KEISHAN（モデル）
- 可哀想に！（イラストレーター、アニメーター）
- 平井大輝（認定NPO法人CLACK理事長）
- 鈴木夏暉（Restaurant Naz シェフ）
- 赤荻瞳（渋谷女子インターナショナルスクール校長）
- 神谷航平（全国校則一覧 創設者）
- 竹田ダニエル（ライター、研究者）
- 岡田弘太郎（一般社団法人デサイロ代表理事、編集者）
- 饗庭空璃（高知大学理工学部生物科学科1年生）
- 石橋美里（荒井流鷹匠）
- 大空幸星（特定非営利活動法人あなたのいばしょ 理事長）
- 土肥潤也（NPO法人わかもののまち代表理事）
- 福田和子（#なんでもないの プロジェクト代表）

#### BUSINESS & FINANCE & IMPACT
- 伊藤和真（PoliPoli・CEO、一般社団法人Govtech協会・共同代表）
- 相原嘉夫（IVA代表取締役CEO）
- 板橋竜太（TAKAO AI代表取締役）
- a春（O Ltd./ O CEO Artist。）
- 岩佐晃也（Cloudbase代表取締役）
- 加藤路瑛（クリスタルロード代表取締役社長、感覚過敏研究所所長）
- 小野悠希（ボーダレス・ジャパン ハチドリ電力創業者 兼 ブランドマネージャー）
- 勝見仁泰（アレスグッド創業者/代表取締役CEO）
- 栗本拓幸（Liquitous代表取締役CEO）
- 髙堰うらら（オモテテ代表取締役など）
- 塚本大地（MEDIX Inc CEO）
- Ken Murai O'Friel/Dominika Stobiecka（Toku共同創業者）
- 澤村直道（emole CEO）
- 佐座マナ（一般社団法人SWiTCH代表理事）
- 豊崎亜里紗（Cega共同創業者兼CEO）
- 西側愛弓（coxco代表取締役/NPO法人DEAR ME代表理事）
- 高桑蘭佳（メンヘラテクノロジー代表取締役）
- 中尾渓人（New Innovations代表取締役CEO兼CTO）
- 中辻新（artics代表）
- 前田陽汰（むじょう代表取締役）
- 中沢冬芽（Alumnote代表取締役）
- 中西裕太郎（TENTIAL代表取締役CEO）
- 中村多伽（taliki代表取締役CEO/talikiファンド代表パートナー）
- 西澤理花（Chai代表取締役）
- 春山絢（KKRプライベート・エクイティ・アソシエイト）
- 牧浦土雅（Degas Founder & CEO / JAHQCC代表）
- 真子千絵美（電通）
- 福田涼介（Stack代表取締役）
- 安田光希（連続起業家）
- 山本健太郎（SoVa代表取締役、公認会計士、CPA会計学院講師）

#### SCIENCE & TECHNOLOGY & SOCIAL
- 野城菜帆（MizLinx代表取締役CEO）
- 荒川陸（米国カーネギーメロン大学Computer Science博士課程）
- 北井朝子（東京大学医学部医学科3年）
- きゅんくん（ウェアラブルエージェントクリエイター、メカエンジニア）
- 上地練（Solafune CEO）
- 大柴行人（Robust Intelligence共同創業者）
- 佐久間洋司（大阪大学大学院基礎工学研究科博士課程、2025年日本国際博覧会大阪パビリオン推進委員会）
- 迫田大翔（Diver-X CEO）
- 須知高匡（Zip Infrastructure代表取締役）
- ジューストー沙羅（Aww Inc.プロデューサー）
- 西田宏平 / 亮也（TOWING CEO/CTO）
- 田島圭二郎（EVERSTEEL共同創業者兼CEO）
- 長宗我部竣也（FiberCraze代表取締役）
- 中村龍矢（LayerX事業部執行役員兼PrivacyTech事業部長）
- ローン・ジョシュア（日本風洞製作所代表取締役）
- 櫻井彩乃（GENCOURAGE代表）
- 新関和哉（LQUOM代表取締役）
- 野秋収平（CULTA代表取締役）
- 早川尚吾（CoeFont代表）
- 高島崚輔（芦屋市長）
- 胡緯華（AI研究者）
- 藤田光明（サイバーエージェント データサイエンスマネージャー）
- 古田拓毅（東京大学松尾研究室博士課程2年）
- 松藤圭亮（Yanekara CEO/CTO）
- 山城悠（Jij CEO）
- 楊天任（QunaSys CEO）
- 米田あゆ（JAXA宇宙飛行士候補者）
- 小林亮大（Staple取締役、しおまち企画代表取締役）
- 杉村圭亮（Cultivera研究開発本部マネージャー）
- 濱田祐太（ローカルフラッグ代表取締役社長）

### 2024年
出典：

#### ENTERTAINMENT & SPORTS
- LANA（アーティスト）
- a子（シンガーソングライター）
- MFS（ラッパー）
- BE：FIRST（ダンス&ボーカルグループ）
- 髙比良くるま（お笑い芸人）
- 野島達司（エフェクトアーティスト、コンポジター）
- しまぐちニケ（アニメ作家、イラストレーター）
- 魚豊（漫画家）
- 穂志もえか（俳優）
- 半井重幸（ブレイクダンサー）
- 野田樹潤（レーシングドライバー）

#### ART & STYLE
- 快歩（特殊メイクアーティスト）
- 八木幣二郎（アートディレクター、グラフィックデザイナー）
- 水沢なお（詩人）
- 雪下まゆ（アーティスト、ファッションデザイナー）
- 成澤レオ（NARISAWA）

#### BUSINESS & FINANCE & IMPACT
- 大槻祐依（FinT代表取締役）
- 加納颯人（RelieFood代表取締役CEO）
- 荒井俊亮（ACROVE代表取締役 社長執行役員CEO）
- 河合将樹（UNERI代表取締役CEO）
- 牧本天増（WannaEat〈U-NEXT .HD〉代表取締役社長）
- 土井皓貴（Morght代表取締役社長）
- 久保駿貴（ABABA代表取締役）

#### SCIENCE & TECHNOLOGY & SOCIAL
- 佐々木孔明（レッドクリフ代表取締役）
- 千葉駿介（neoAI代表取締役 CEO & Founder）
- 畑瀬研斗（MEMORY LAB代表取締役 CEO）
- WANACO4D（CGアーティスト）
- 平井登威（NPO法人CoCoTELI代表）
- アンナ・クレシェンコ（Flora 代表取締役CEO）

#### FEATURE
- YZERR（起業家、プロデューサー）

#### Audi特別賞
- 今田美桜（俳優）
- 河村勇輝（プロバスケットボール選手）
- 高倉葉太（イノカ代表取締役CEO）

#### MUFG特別賞
- 家長百加（工芸作家）
- 石渡結（染織アーティスト）
- 野田怜眞（日本現代工芸美術展会員、東京藝術大学 助手）

#### NORQAIN特別賞
- 小林陵侑（プロスキージャンパー）